# Маковская (деревня)
Маковская — деревня в Вытегорском районе Вологодской области России. Входит в состав Андомского сельского поселения, с точки зрения административно-территориального деления — в Андомский сельсовет.

## География
Расположена на правом берегу реки Андома. Расстояние по автодороге до районного центра Вытегры — 33 км, до центра муниципального образования села Андомский Погост — 1 км. Ближайшие населённые пункты — Андомский Погост, Березина, Князево, Михалево, Порог, Сергеево, Терово, Трошигино, Устеново.

## Население
| 2010 |
| ---- |
| 20   |

По переписи 2002 года население — 19 человек.

## Инфраструктура
Личное подсобное хозяйство с зоной сельскохозяйственного использования, индивидуальная застройка усадебного типа.

## Транспорт
Деревня доступна автотранспортом. 